# Glenea diversesignata
Glenea diversesignata é uma espécie de escaravelho da família Cerambycidae. Foi descrita por Maurice Pic em 1943.